# Nesiota
Nesiota fue un género monotípico de arbusto de la familia Rhamnaceae. Su única especie, el olivo de Santa Elena Nesiota elliptica (Roxb.) Hook.f., fue nativa de las islas Santa Elena, Ascensión y Tristán de Acuña en el Atlántico Sur.  El último árbol que quedaba en el medio silvestre murió en 1994, y la única planta que quedaba en cultivo murió en diciembre de 2003, a pesar de los esfuerzos de conservación. Por tanto, es un ejemplo típico de especies y géneros en extinción.

## Taxonomía
Nesiota elliptica fue descrito por (Roxb.) Hook.f. y publicado en Genera Plantarum 1(1): 380, en el año 1862.
Sinonimia
- Phylica cotinifolia Port. ex Reiss.
- Phylica elliptica Roxb. basónimo
- Soulangia oppositifolia Reissek
- Trichocephalus ellipticus (Roxb.) G.Don	[2]

## Extinción de la planta nesiota
La extinción de esta especie se debió sobre todo a la destrucción de su hábitat para obtener madera y dar paso a las plantaciones. Esta especie poseía un mecanismo de autoincompatibilidad que dificultaba su propagación exitosa.